# Семятова, Мариям Тохтахановна
Мариям Тохтахановна Семятова (22 мая 1916, село Каратурук, ныне Енбекшиказахский район, Алматинская область, Казахстан — 4 мая 1967, Алма-Ата, Казахская ССР) — уйгурская советская актриса, народный артист Казахской ССР (1954), заслуженный артист Казахской ССР (1945).

## Биография
Начала сценический путь ещё школьницей с участия в художественной самодеятельности. В 1935 году училась в Алма-Атинском педагогическом училище, в 1937 году занималась в студии при Уйгурском музыкально-драматическом театре.
В 1935-1967 годах она была актрисой труппы Уйгурского музыкально-драматического театра, дебютировала на профессиональной сцене в роли служанки Телли в музыкальной драме «Аршин мал алан» У. А. Гаджибекова. Исполняла в театре роли: Анархан, Гульзара, Лейлихан, Маимхан («Анархан» Д. Асимова и А. Садырова), Зухра («Тахир и Зухра» С. Абдуллы), Шавахан («Сыдыр палуан» А. Махпирова), Малике («Герип и Санам» И. Саттарова и В. И. Дьякова), Ширин («Фархад и Ширин» Назыма Хикмета), Майсара («Бай и бедняк» Х. Н. Хамзы), Айни («Алжир — родина моя» А. О. Гинзбурга), Мария Александровна («Семья» И. Ф. Попова), Агафья Тихоновна («Женитьба» Н. В. Гоголя). В годы Великой Отечественной войны исполняла также мужские роли.
Также успешно выступала в спектаклях по произведениям казахских драматургов в ролях: Баян («Козы Корпеш — Баян сулу» Г. М. Мусрепова), Майра («Майра» А. Тажибаева). Выступала также в музыкальных спектаклях, была солисткой вокально-танцевального ансамбля Уйгурского музыкально-драматического театра.
С 1942 года являлась членом Компартии. Избиралась депутатом Верховного Совета Казахской ССР 4-го созыва.

## Награды
- Орден «Знак Почёта» (3 января 1959) — за выдающиеся заслуги в развитии казахского искусства и литературы и в связи с декадой казахского искусства и литературы в гор. Москве
- Народный артист Казахской ССР (1954)
- Заслуженный артист Казахской ССР (1945)